# Droid

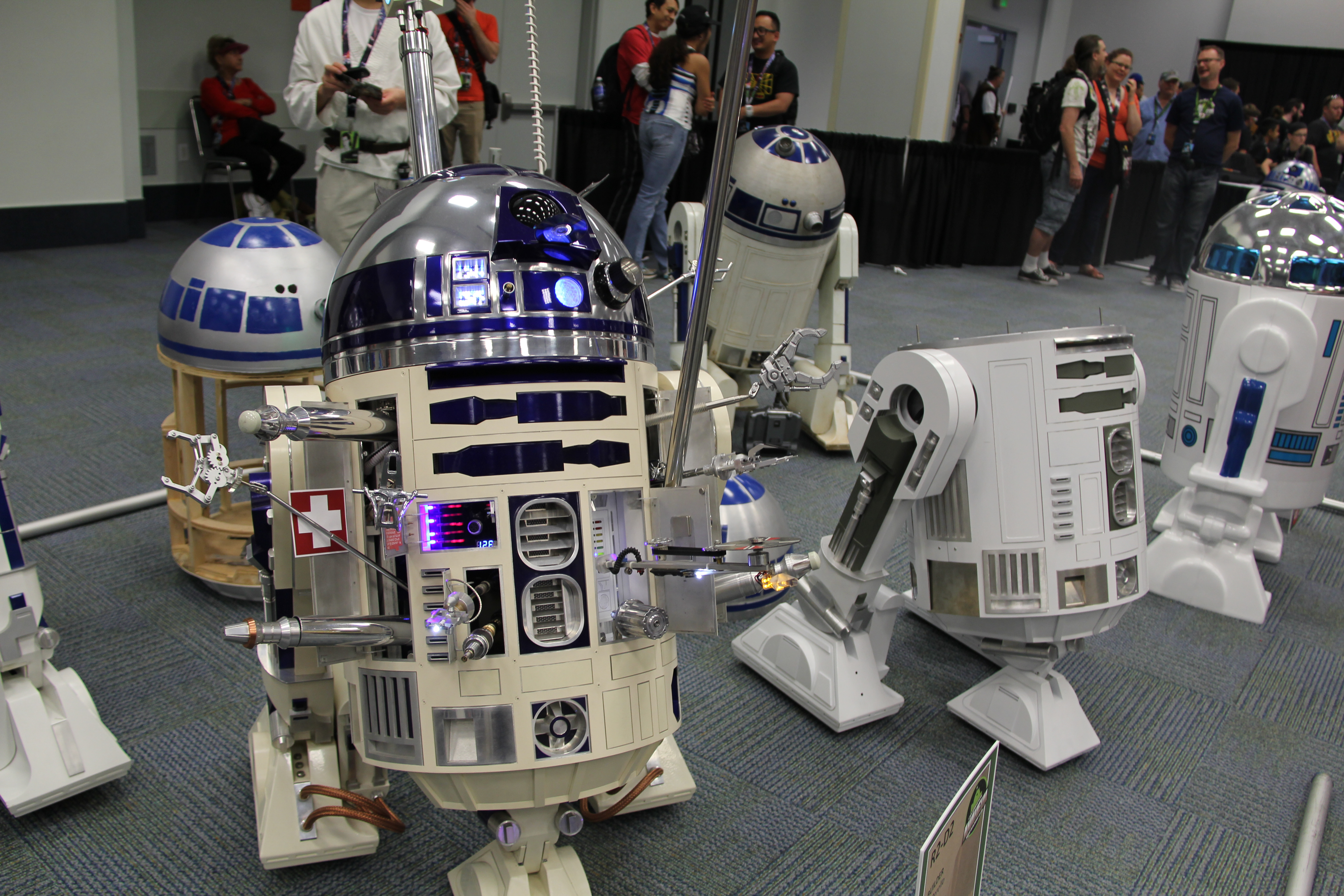
Droidy astromechaniczne

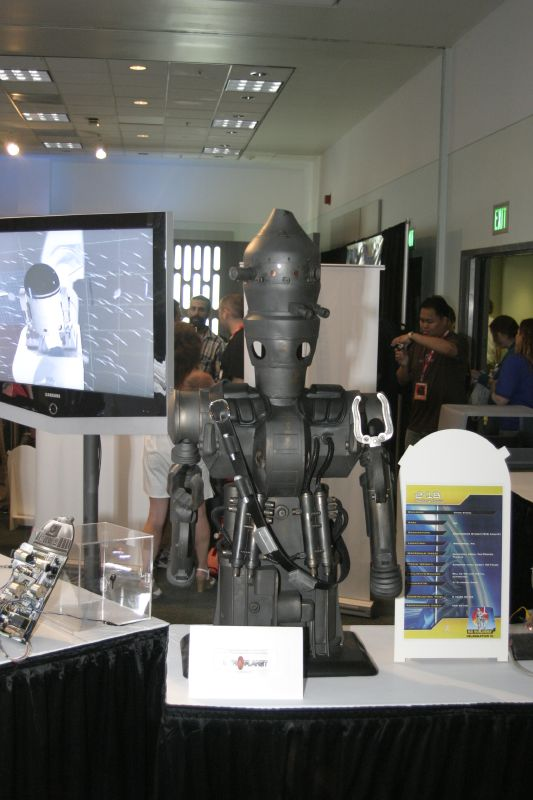
Droid IG-88

Droid – określenie większości bardziej skomplikowanych robotów w fikcyjnym świecie Gwiezdnych wojen, w tym androidów – zazwyczaj wyposażonych w pewien rodzaj  sztucznej inteligencji.
Istnieje pięć podstawowych kategorii (ang. degrees) droidów:
1. Droidy o przeznaczeniu naukowym lub medycznym, zazwyczaj przeznaczone do inteligentnego współdziałania z ludźmi lub zastępowania ich w zadaniach związanych z zakresem ich specjalizacji. Do takich należał np. robot chirurgiczny 2-1B, który instalował Luke’owi protezę dłoni (Imperium kontratakuje)
2. Droidy do zastosowań inżynieryjnych, technicznych i pokrewnych (naprawa, badania), inaczej astromechaniczne[1]. R2-D2 jest droidem tej klasy.
3. Droidy protokolarne, które zajmują się interakcją z ludźmi, naukami społecznymi, dyplomacją itp.[2] Zazwyczaj humanoidalne lub dostosowane kształtem do rasy, z którą mają współpracować. Przykładem jest C-3PO.
4. Inteligentne automaty bojowe[3], droidy-ochroniarze, droidy-zabójcy itp. W większości nielegalne, czasami stosowane przez wojsko. Niektóre egzemplarze uzyskały niezależność – np. najsłynniejszy w Galaktyce droid-łowca nagród IG-88, czy droidy bojowe Federacji Handlowej.
5. Maszyny przeznaczone głównie do pracy fizycznej – droidy górnicze, ładowarki i podnośniki binarne, maszyny sprzątające, droidy zasilające (Gonk) itp.

Wyraz droid został zastrzeżony przez George’a Lucasa i nie może być używany w produktach komercyjnych bez zgody Lucasfilmu. Zgodę taką otrzymali np. twórcy filmu Iniemamocni.